# El Choyoso
El Choyoso är en ort i Mexiko.   Den ligger i kommunen Ciudad Valles och delstaten San Luis Potosí, i den centrala delen av landet, 290 km norr om huvudstaden Mexico City. El Choyoso ligger 157 meter över havet och antalet invånare är 256.
Terrängen runt El Choyoso är kuperad västerut, men österut är den platt. Runt El Choyoso är det ganska tätbefolkat, med 78 invånare per kvadratkilometer. Närmaste större samhälle är Ciudad Valles, 16,6 km sydost om El Choyoso. Omgivningarna runt El Choyoso är en mosaik av jordbruksmark och naturlig växtlighet.